# María Luisa del Río
María Luisa del Río (Lima, 1968) es una escritora, periodista y editora de libros peruana. Estudió Comunicación Audiovisual en el Instituto Peruano de Publicidad.
Es una defensora de los derechos de la comunidad LGTB, haciéndolo a través de la escritura y presentando sus ideas en varios medios de comunicación. 

## Biografía
Entre 1997 y 2000 Del Río, vivió en la selva amazónica, trabajando como comunicadora en proyectos de desarrollo para las comunidades nativas awajun y wampis del Alto Marañón. Ha sido cronista en la revista Somos, columnista en el diario Perú21 y editora en El Comercio, ha publicado en las revistas Aqua, Etiqueta Negra, Cosas, Rolling Stone, IN, GPS, Dedomedio y The Arts Newspaper. Actualmente Del Río se dedica a la edición y escritura de memorias, biografías, textos para artistas y contenido para empresas y organizaciones peruanas, en 2020 incursionó como DJ. 

## Obras
En 2006, escribió el libro No mires atrás (Solar, 2006), y en 2008 lanzó Cusco Bizarro (Aguilar, 2008). Para el 2011, publicó El Perú arde (El Comercio, 2011) y en el 2012 presentó Parece una agonía (Estruendomudo, 2012). Es 2014 publicó Hey, soy Gay (Planeta, 2014), en colaboración con su hermana Patricia del Río, seguido por Chía en 2015. En el 2018 lanzó, Perú, la despensa del mundo.En 2019 publicó Mujeres del Perú (Huerto Tamarindo, 2019).Así mismo, en 2022, publicó el libro Máncora Blues en homenaje a su amiga Doris Bayly, quien murió trágicamente en un accidente.

### Antologías
En 2008, publicó Matadoras con la editorial Estruendomundo. En 2016, participó en la Antología de microrrelatos eróticos con Altazor, seguida por Sexo al cubo en 2017 con la misma editorial. Luego, en 2018, presentó Perú, crónicas y perfiles con Revuelta Editores. Un año después, en 2019, publicó Una voz que existe con Planeta y ese mismo año, lanzó Crímenes en Lima bajo el sello de Melquiades y Crisol.

## Premios y reconocimientos
En 2015, fue ganadora de los Premios Nacionales de Periodismo en la categoría Proyecto de Investigación. En el mismo año, Del Río representó al Perú en el Programa Multirregional Protección del Medio Ambiente y Conservación de la Biodiversidad, International Visitor Leadership Program, becada por el Gobierno de Estados Unidos.
Sus libros Chia (2015) y La despensa del mundo (2018) fueron premiados por el sello internacional Gourmand Cookbook Awards.
En 2016 fue ganadora del Premio Nacional Ambiental Antonio Brack Egg, otorgado por el Ministerio del Ambiente, en la categoría de Prensa Escrita Digital por su informe Las amenazas de una carretera pirata.